# Chuncheon FC
Chuncheon FC (kor. 춘천 FC), klub piłkarski z Korei Południowej, z miasta Ch'unch'ŏn, występujący w K3 League (3. liga) od 2010.